# Active Virus Shield
Active Virus Shield（アクティブウィルスシールド）とは、Kaspersky Anti-Virusを元にした、AOLが提供する無償のアンチウイルスソフトウェアである。日本語版は無く、英語版のみ。
下記CNET Japanの記事によると、AOLとAOLの協力企業の広告を表示すること、およびAOLとAOLの協力企業からの定期的な電子メール送信に同意しなければ利用できない、この他にも製品の使用状況や広告へのユーザーの反応状況、使用しているパーソナルコンピュータの詳細な情報を収集することなどが同意書に記されていると述べられている。
オプションでパソコン内のセキュリティ状況を調べるActive security monitorというツールバーをインストールすることができる。
2007年7月末をもって配布終了。同年8月よりMcAfee製ソフトの配布（AOLのサインアップが必要）に変更された。